# Colius
Colius é um gênero de aves da família Coliidae.
As seguintes espécies são reconhecidas:
- Rabo-de-junco-de-cabeça-branca, Colius colius (Linnaeus, 1766)
- Rabo-de-junco-estriado, Colius striatus Gmelin, 1789
- Rabo-de-junco-de-dorso-vermelho, Colius castanotus Verreaux e Verreaux, 1855
- Rabo-de-junco-de-cabeça-branca, Colius leucocephalus Reichenow, 1879